# تيبوفينوزيد
تيبوفينوزيد هو مبيد حشري يعمل كهرمون طرح، وهو ناهض لمستقبل الإكديسون الذي يتسبّب في التساقط المبكر لأوانه ليرقات الحشرات. 

## لمحة تاريخية
كانت شركة روم وهاس هي من اكتشفت مركب التيبوفينوزيد، وتأثيره كمبيد للحشرات، وقد مُنحت الشركة جائزة الكيمياء الخضراء الرئاسية عن تطويرها لمركب نظرًا لتميزه بانتقائية عالية للآفات المستهدفة بالإضافة إلى سميته المنخفضة. وُصف مركب التيبوفينوزيد إلى جانب مركب آر إتش-2485 باعتباره بيساسيل هيدرازين.

## الاستخدام
يستخدم مركب التيبوفينوزيد في المقام الأول لمكافحة آفات اليسروع. وقد استخدم كمنظم لنمو الحشرات للتحكم في الحشرات الآكلة للأوراق التي تسبب الضرر للنباتات أو تتسبب في موت الأشجار. ويُعتبر مركب التيبوفينوزيد هو المكون الفعال في تركيبة مبيد ميميك الذي تنتجه شركة باير، والذي يتحكم في آفات الغابات مثل عث الغجر، واليرقات الخيمية، والديدان البراعمية، وعث المتلافاوات، ووبير الملفوف، وهي آفات تنتمي إلى رتبة حرشفيات الأجنحة. بالإضافة إلى استخدامه لمكافحة حفار قصب السكر على الرغم من أن الحشرة قد اكتسبت مناعة ضد المبيد.
استخدم التيبوفينوزيد في ولاية كاليفورنيا بالولايات المتحدة الأمريكية بشكل رئيسي في محاصيل الخس، والكرفس، والتوت، والقرنبيط، والطماطم للمعالجة.

## التأثيرات البيئية
يختلف عمر النصف البيئي لمركب التيبوفينوزيد باختلاف المكان الذي يتم إطلاقه فيه، وتحت أي ظروف، ولكن يمكن القول إنه يكون عادةً في حدود عدة أشهر. 
خلصت دراسة أجرتها دائرة الغابات الكندية في عام 1994 في ظروف معملية إلى أن مادة التيبوفينوزيد كانت مستقرة جدًا في المحاليل المعيارية الحمضية والمتعادلة عند درجة حرارة 20 درجة مئوية، وكان التحلل المائي يعتمد على كل من درجة الحموضة ودرجة الحرارة، ولوحظ أن التحلل الضوئي في أشعة الشمس يحدث بمعدل أبطأ من التحلل الضوئي في الأشعة فوق البنفسجية، وأن التمثيل الغذائي الميكروبي والتحلل الضوئي هما طريقتا تحلل رئيسيتان لمركب التيبوفينوزيد في النظم المائية الطبيعية. وتكون نواتج التحلل النهائية للتيبوفينوزيد عبارة عن كحول مختلف، وأحماض كربوكسيلية، وكيتونات منخفضة السمية.

## فوران التيبوفينوزيد
أجريت الاختبارات المعملية والاختبارات الميدانية في عام 2010 على مركب فوران تيبوفينوزيد، والتي توصلت إلى النتائج في حدود مائة يوم.